# 勒布斯卡
勒布斯卡（法語：Le Bouscat，法語發音：[lə buska]），法国西南部城市，新阿基坦大区吉伦特省的一个市镇，隶属于波尔多区，其市镇面积为5.3平方公里，2022年1月1日时人口数量为24,262人，在法国城市中排名第374位。
勒布斯卡位于吉伦特省中部，波尔多市区以北，是波尔多重要的近郊卫星城，通过多条有轨电车及公交线路连接波尔多市中心

## 地名
“勒布斯卡”一名的距离来源和含义尚不清楚，其加斯科涅语形式写作“Lo Boscat”。

## 历史
勒布斯卡历史上长期为波尔多北部的一个普通村落，中世纪时曾出现葡萄酒种植园。法国大革命后，勒布斯卡成为吉伦特省的一个市镇，其官方名称为，1801年起改为现名。工业革命期间，波尔多城市快速扩张，勒布斯卡发展成为波尔多重要的近郊卫星城，至19世纪末已基本实现全域城市化。

## 地理

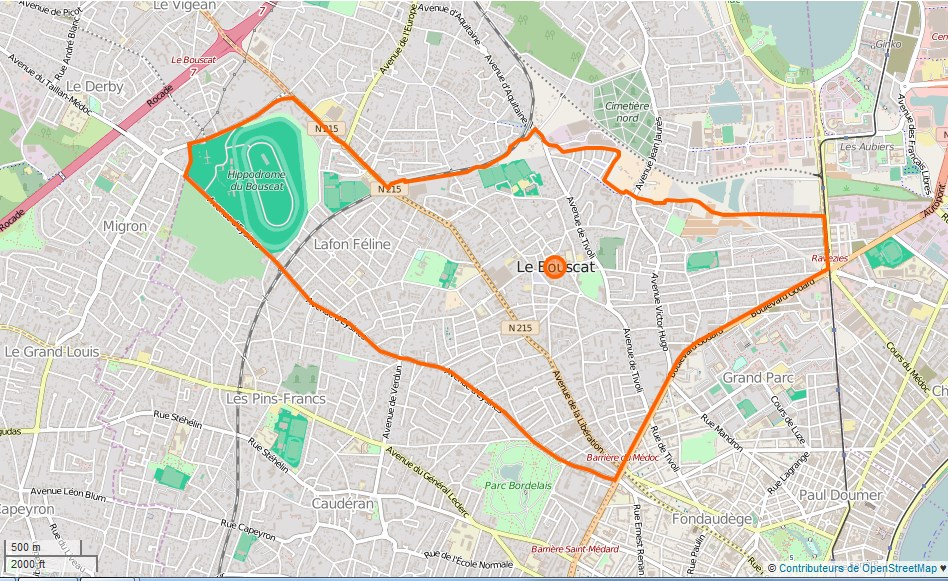
勒布斯卡市镇范围地图

勒布斯卡位于法国西南部，新阿基坦大区中部和吉伦特省中部，市区东、南两侧与省会波尔多接壤。与勒布斯卡接壤的市镇包括：布鲁日、波尔多、埃西讷。

### 地形
勒布斯卡位于阿基坦盆地腹地，境内地势平坦，平均海拔为10米，全境海拔在2到27米之间。

### 水文
一条小溪自西北向东南流经境内，大部分区域被人工建筑覆盖。

### 植被
勒布斯卡属于温带落叶林区，市区内的主要绿地公园包括莱尔米塔日公园（Parc de l'Hermitage）和橡树林公园（Parc de la Chêneraie）等，市区最西端的波尔多跑马场附近则为勒布斯卡树林（Bois du Bouscat）。

### 气候
勒布斯卡在柯本气候分类法中属于温带海洋性气候，距离当地最近的气象站位于梅里尼亚克境内。

## 行政区划
勒布斯卡是法国新阿基坦大区吉伦特省的一个市镇，编号为33069。勒布斯卡隶属于波尔多区和吉伦特省第一选区，管理勒布斯卡县，同时也是波尔多都会区的组成部分。
法国国家统计与经济研究所（简称）在进行数据统计时，将勒布斯卡及周边另外64个市镇设为波尔多城市核心区，并将包括核心区在内的附近共251个市镇划为波尔多城市区。自2020年起，波尔多城市区被包含275个市镇的波尔多城市辐射区代替。此外，还将勒布斯卡市镇分为了9个“块区”（IRIS），以便于统计人口分布情况。

## 交通
勒布斯卡紧邻波尔多，其市区道路大部分为城市道路，对外交通情况则于波尔多大致相同。

### 公路
2017年，76.1%的勒布斯卡家庭拥有至少一辆的私人汽车。2018年，勒布斯卡境内共发生各类交通事故4起，造成4人受伤。

### 铁路
波尔多环城铁路经过勒布斯卡境内但未设客运车站。勒布斯卡市中心距离波尔多圣让站大约5公里。

### 航空
距离勒布斯卡最近的民用航空站为波尔多-梅里尼亚克机场，距离勒布斯卡市中心的公路里程约9公里。

### 城市公共交通
勒布斯卡是波尔多都会公共交通（商业名称为）的服务范围。截至2021年3月，该系统下属的波尔多有轨电车C线、D线和公交12路、15路、29路、33路、46路经过勒布斯卡境内。

## 政治

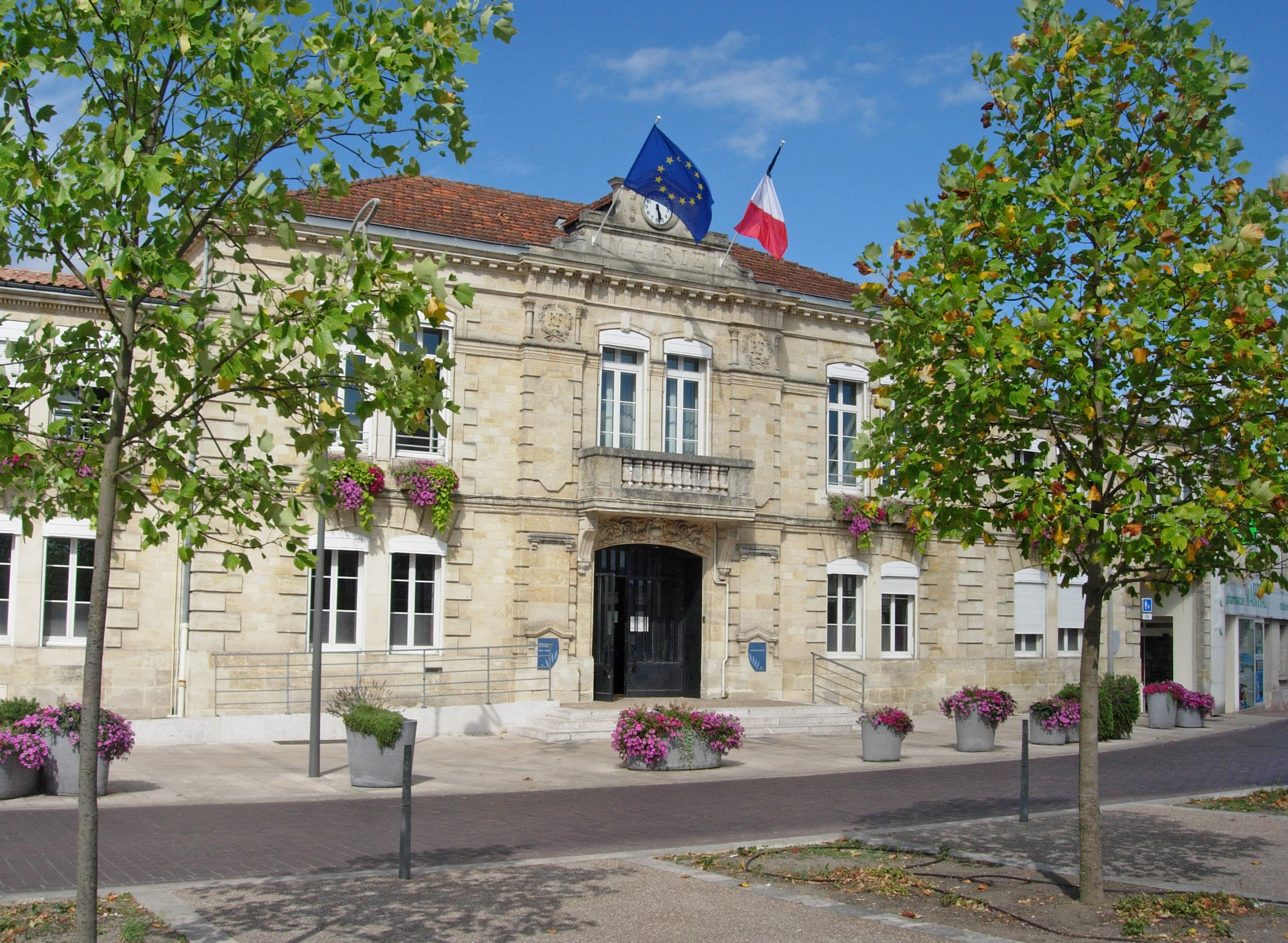
勒布斯卡市政厅

勒布斯卡的现任市长为帕特里克·博贝先生（Patrick Bobet），他是共和党的一名成员，在2020年的市政选举中获得了59.01%的支持率。
在2017年的法国总统大选中，法国第25任总统埃马纽埃尔·马克龙在勒布斯卡获得了82.06%的支持率。

## 人口
2017年，勒布斯卡市镇人口数量为23,824，在法国排名第374位。其中男性10,853人，女性12,971人，75岁及以上人口占10.5%，外籍人口数量为5,436人，人口密度为4,512人/平方公里，当地居民被称为（男性）或（女性）。2018年，勒布斯卡境内出生233人，死亡人口245人。
| 年份   | 1936   | 1946   | 1954   | 1962   | 1968   | 1975   | 1982   | 1990   | 1999   | 2006   | 2011   | 2016   | 2018   |
| ------ | ------ | ------ | ------ | ------ | ------ | ------ | ------ | ------ | ------ | ------ | ------ | ------ | ------ |
| 人口數 | 17,653 | 18,901 | 19,558 | 21,404 | 22,550 | 21,126 | 20,906 | 21,538 | 22,455 | 23,411 | 23,075 | 23,869 | 23,924 |

## 经济
勒布斯卡共有各类用人单位4,515家，平均历史为14年，其中99.16%为中小型企业（PME）。（汽车销售）、（房地产）及（汽车销售）是当地2019年营业额最高的三个企业，分别为36,725,951欧元、13,694,036欧元和7,993,571欧元。

## 财政收入
2019年，勒布斯卡的财政收入总额为24,023,100欧元，财政支出总额为22,754,400欧元，当年的债务总额为10,785,200欧元。
2015年，勒布斯卡的人均月收入总额为3,048欧元，其中高级职员为4,857欧元，中级职员为3,008欧元，普通职员为1,996欧元。
2017年，勒布斯卡境内的青壮年（15至64岁）失业率为12.3%，当地60.9%的家庭拥有纳税资格。

## 社会事务

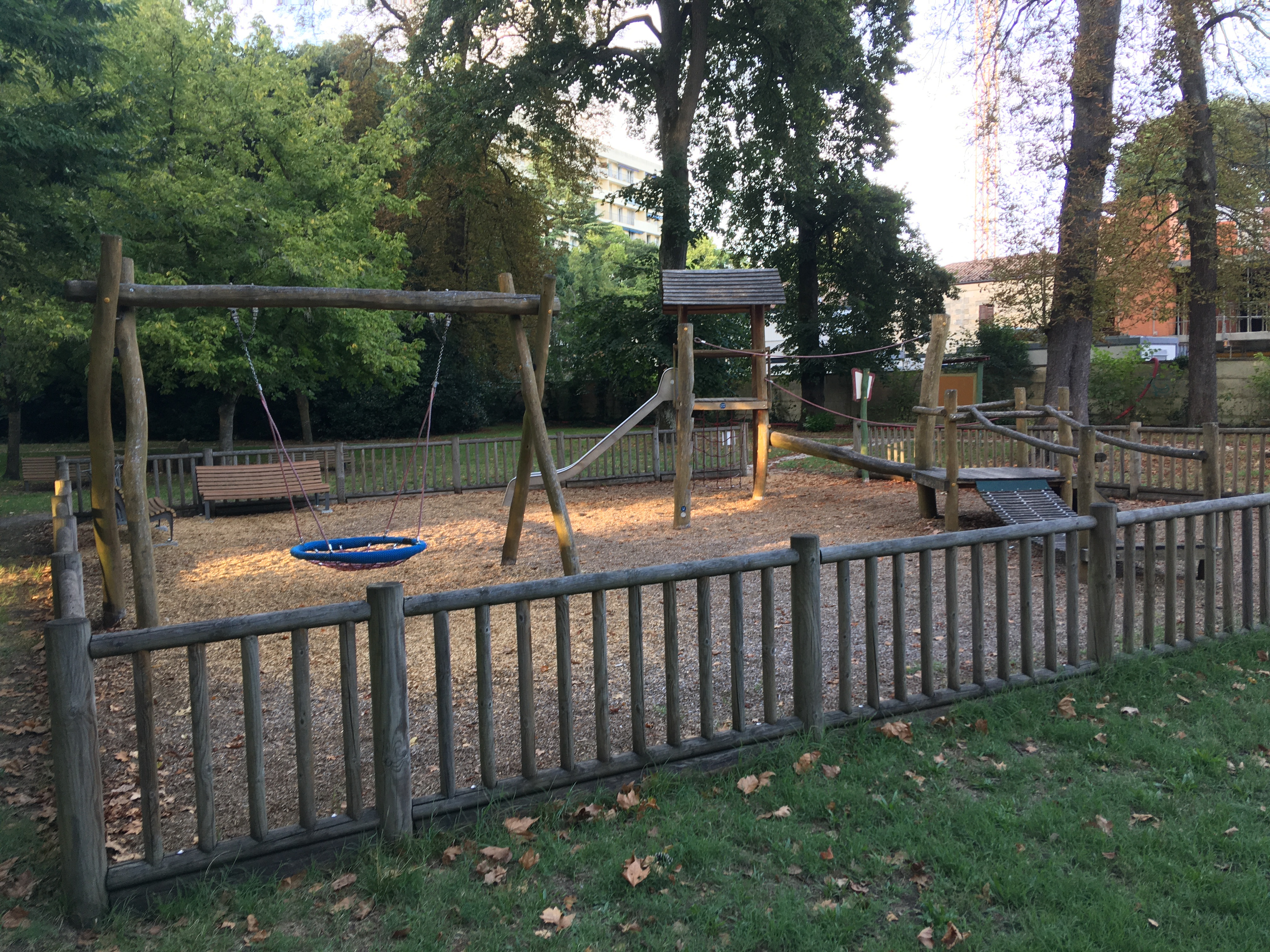
勒布斯卡境内的一处小游园

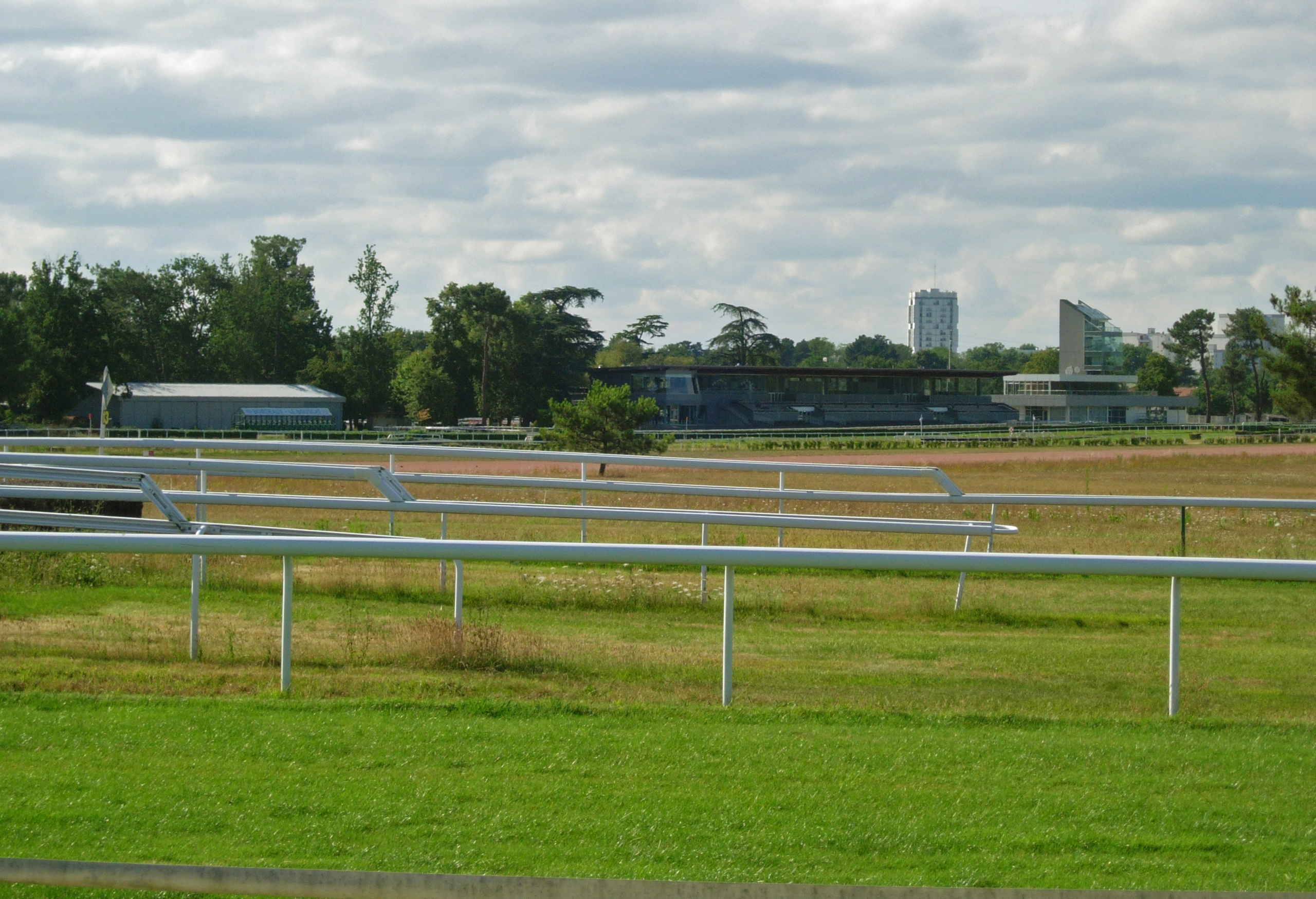
跑马场林地

### 教育
勒布斯卡属于波尔多学区。截止2019年1月1日，勒布斯卡境内共有5所幼儿园、6所小学和4所初级中学。2018至2019学年度，勒布斯卡境内共有在校中等教育阶段学生1,619名。

### 医疗
截止2019年1月1日，勒布斯卡境内共有全科医生36名、保健师43名、牙医30名、护士32名、耳科医生1名、眼科医生1名、皮肤科医生3名、助产士3名、儿科医生6名和妇科医生4名。境内共有药房10家、养老院4家、残疾人帮扶中心1家。
勒布斯卡是波尔多大学中心医院的服务范围，其主病区“佩勒格兰医院”（Hôpital Pellegrin）距离勒布斯卡市区大约4公里。此外，勒布斯卡境内还有“勒布斯卡郊区医院”（Hôpital Suburbain du Bouscat），是一个私立的综合性医院。

### 住房
2017年，勒布斯卡境内共有各类住房12,738套，其中45.6%为独立式居民区，54.2%为集中式居民区。常住房屋占勒布斯卡市镇范围内居民建筑总量的90.7%。
在住房保障政策方面，2017年，勒布斯卡境内共有1,984户家庭获得了住房经济补助，受益人数占总人口数量的8.3%，其中1,928份为房租补助。

### 商业
2019年，勒布斯卡境内共有各类实体商铺604家，其中餐厅83家、大型超市4家、杂货店7家、面包房19家、肉铺9家、书店10家、装饰品店6家、银行门店17家、美容美发店48家、汽车维修店26家。

### 体育
2019年，勒布斯卡境内共有1家游泳池、3间体育馆、1座综合体育场、28处网球场、4处足球或橄榄球场以及1处篮球或排球。
截至2021年3月，勒布斯卡境内共有4支注册足球俱乐部，其中波尔多球场和勒布斯卡人体育联盟（US Bouscataise）在2020至2021赛季均参加新阿基坦大区足球联赛。

### 环境
勒布斯卡的环境事务由其所属的公共社区负责。2019年，勒布斯卡境内共有2家污染企业。

### 治安
2019年，勒布斯卡市镇范围内有1处派出所。
2014年，勒布斯卡及附近地区共发生各类案件46,802起，其中盗窃类案件30,909起，经济类案件3,155起，毒品交易类案件2,821起。

## 文化

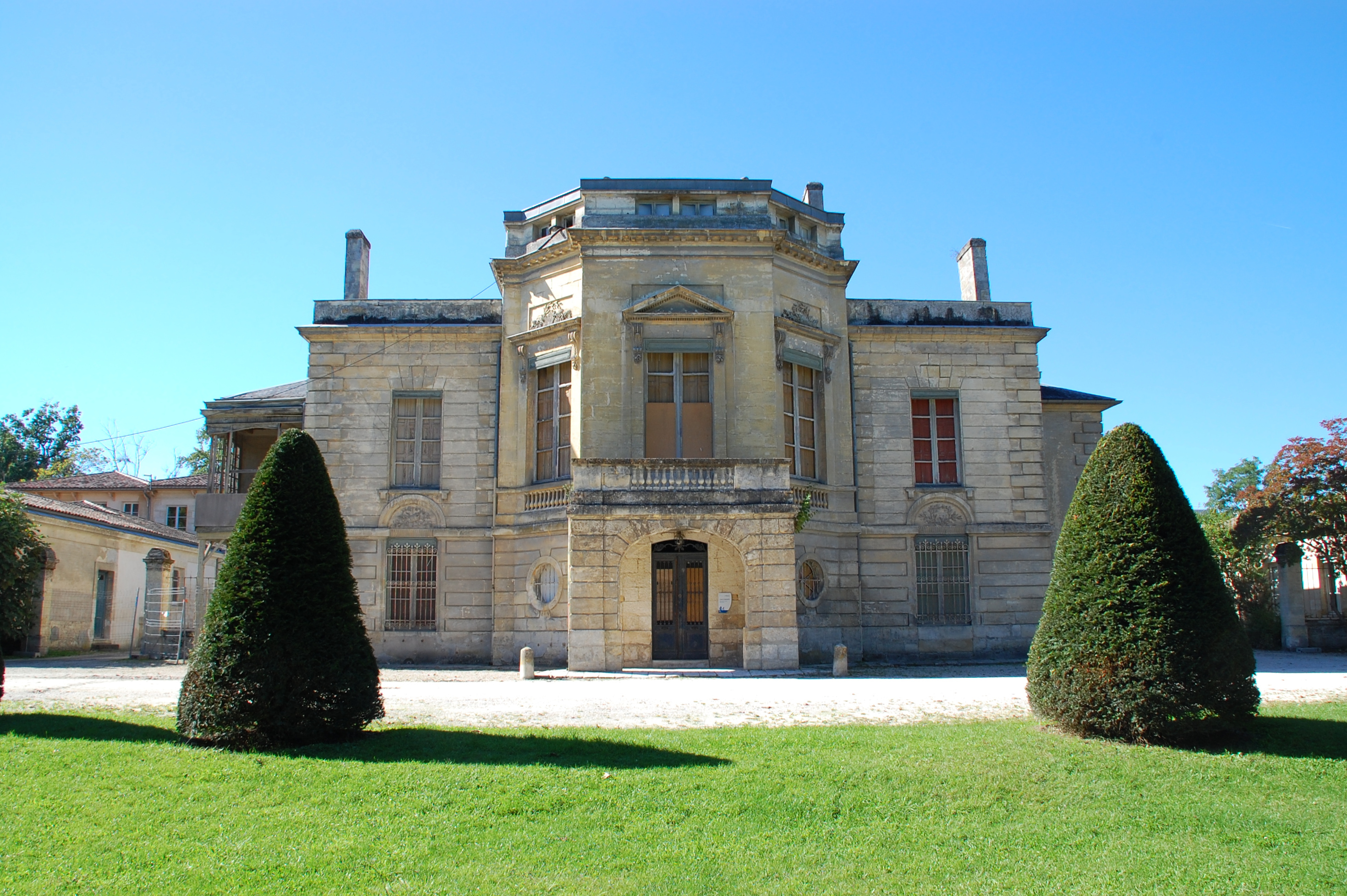
昂多尔特城堡

2019年，勒布斯卡境内有1家剧场。勒布斯卡市政府提供多媒体中心，向公众全年开放。

### 旅游
勒布斯卡的旅游事务由波尔多都会区负责。2020年，勒布斯卡境内共有1家宾馆共计49间房间。

### 媒体
法国主要的媒体均可在勒布斯卡接收，法国电视三台下属的新阿基坦大区频道在部分时段播出勒布斯卡所属区域的地方新闻。

## 友好城市
截至2021年3月，勒布斯卡共与一座城市互为友好城市关系：
- 德国 阿恩施塔特